# Nights from the Alhambra
Nights from the Alhambra è un album live, cd e dvd della cantante canadese Loreena McKennitt.

È stato registrato dal vivo nel settembre 2006 a Granada (Spagna), nel complesso dell'Alhambra, nel palazzo di Carlo V.

Il concerto ha rappresentato il ritorno sulla scena mondiale dell'autrice dopo un'assenza durata 7 anni. In quell'occasione ha eseguito in anteprima brani tratti da An Ancient Muse, album che sarebbe stato pubblicato da lì a 2 mesi.

## Tracce
CD 1:
- "The Mystic's Dream"
- "She Moved Through the Fair"
- "Stolen Child"
- "The Mummers' Dance"
- "Penelope's Song"
- "Marco Polo"
- "The Bonny Swans"
- "Dante's Prayer"
- "Caravanserai"

CD 2:
- "Bonny Portmore"
- "Santiago"
- "Raglan Road"
- "All Souls Night"
- "The Lady of Shalott"
- "The Old Ways"
- "Never-Ending Road (Amhrán Duit)"
- "Huron `Beltane` Fire Dance"
- "Cymbeline"

Le tracce appaiono nello stesso ordine sul DVD. Ad esse si aggiungono brevi commenti di introduzione alle canzoni, letti dalla cantante stessa.